# Немые свидетели (фильм)
«Немые свидетели» (1914) — художественный немой фильм режиссёра Евгения Бауэра. Фильм вышел на экраны 29 апреля 1914 года.

## Сюжет
Фильм о любви горничной к барину.
Девушка Настя, дочка швейцара, работает горничной в богатом доме Кострицыных. Она заботливо ухаживает за ним. Неудачно ухаживающий за девицей своего круга молодой барин соблазняет её. Однако через некоторое время возлюбленная хозяина Эллен вновь возвращается к нему, и он теряет интерес к горничной.
Для Насти наступают тяжёлые дни. В доме появляется новая хозяйка. Настя всё терпела, кроме измены Эллен своему мужу. Она требует ухода любовника из дома. Эллен плачет и хочет уехать за границу. Проводив господ на вокзал, Настя разрыдалась. Старуха Кострицына напоминает ей, что «не следует так распускаться» и советует более внимательно отнестись к своим обязанностям.

## В ролях
| Актёр               | Роль               |
| ------------------- | ------------------ |
| Дора Читорина       | Настя              |
| Александр Херувимов | дед Насти, швейцар |
| Александр Чаргонин  | Павел Кострицын    |
| Эльза Крюгер        | Эллен              |
| Андрей Громов       | жених Насти        |
| Виктор Петипа       | барон фон Ререн    |
| Пётр Лопухин        | обитатель дома     |

## Съёмочная группа
- Режиссёр: Евгений Бауэр
- Оператор: Борис Завелев
- Продюсер: Александр Ханжонков

## Оценки
Фильм отмечался как одна из лучших постановок. Критики отмечали социальную направленность фильма. В частности, журнал «Вестник кинематографии» отмечал: «Та грань, которая резкой чертой разделяет сословия и кладёт прочную преграду в отношениях людей высшего и низшего ранга, является основным тезисом настоящего произведения». Рецензент «Вестника кинематографии» отмечал: «Картина поставлена в тонах сурового реализма и полна искренности и безыскуственности». Он также написал, что «жизненность передачи идеи, в корне отрицающей буржуазную мораль … в высокой степени увеличивает несомненную ценность картины».
Достаточно сдержанно оценил фильм рецензент «Театральной газеты». Он находил сценарный замысел фильма слишком претенциозным и считал, что картина решена «в каких-то замедленных темпах, со скоростью „не больше четырёх вёрст в час“» и «действие расположено однообразно». При этом отмечалась «кинематографическая выразительность, чутьё кинематографического ритма» актрисы Доры Читориной и невысоко оценивались кинематографические способности известной в то время танцовщицы Эльзы Крюгер.
В то же время с момента выхода на экран многие критики ставили фильм в ряд лучших произведений русской кинематографии. Советские историки кино относили эту картину к первым творческим победам русского экрана.
Ромил Соболев подробно рассмотрел этот фильм в своей книге «Люди и фильмы дореволюционного кино», отметив, что он «поражает мастерством режиссуры, реалистичностью содержания и выразительных средств». Он указал, что успеху фильма способствовал «очень удачный подбор актёров на все роли, включая эпизодические», особенно выделив роль Насти в исполнении Д. Читориной: «Показав, что „падение“ Насти произошло потому, что она поверила в любовь барича, Читорина очень скупо, но сильно показывает и трагедию обманутого доверия».

Вообще в этом фильме Бауэр смог добиться от исполнителей совершенно исключительной скупости выражения чувств. <…> Ни криков, ни трагических жестов, ни проклятий. Эта естественность и простота, которую мы ценим сейчас в фильмах, были в то время чем-то совершенно невероятным.
Р. Соболев отмечал и другие особенности выразительных средств в фильме:

Фильм представляет интерес и с точки зрения развития кинематографической азбуки и грамматики. Бауэр и оператор Б. Завелев смело использовали многие новые для того времени выразительные средства. Поскольку почти все события происходят в двух-трёх декорациях, им пришлось часто менять точки съёмки, чтобы избежать монотонности рассказа. Но движение аппарата по разным углам одной и той же комнаты, а также и передвижения актёров перед аппаратом обогатили фильм неожиданно большим числом планов разной крупности. <…> Они снимают также успешно сценку на улице из окна второго этажа, причём в данном случае киноаппарат является «глазом героя»… Они «режут» кадр пополам, одновременно показывая телефонный разговор двух людей, а в другой раз снимают разговаривающих по телефону «монтажно», поочерёдно.
Историк кинематографа C. Гинзбург выделял актёрские работы Д. Читориной и А. Херувимова.

Д. Читорина, игравшая роль Насти, была по-настоящему юна, непосредственна и трогательна в созданном ею образе безответной любви. Так же правдив и А. Херувимов в маленькой и очень трудной роли швейцара. Он был почти лишён поступков, с помощью которых мог бы раскрыть характер своего героя, но он создал этот характер тонкими деталями поведения, тем, как он встречал жильцов дома, подавал им одежду, разговаривал с дочерью... Чем-то этот образ заставляет вспомнить о замечательном образе швейцара, созданном Э. Янингсом в фильме Мурнау «Последний человек»; однако в швейцаре Херувимова совсем нет холуйской важности, которую так великолепно осмеял Янингс.

В то же время он считал неудачными роли А. Чаргонина («он позировал перед аппаратом, откровенно наигрывая чувство в сценах со своей невестой»), Э. Крюгер (по его мнению, «она была лишена женского обаяния, хотя изображала покорительницу сердец») и В. Петипа («совсем неинтересен в роли любовника»). «Тем не менее, — считал критик, — несмотря на неудачу трёх исполнителей, несмотря на неприемлемый для нас дух покорности судьбе, которым пронизан весь замысел сценариста, фильм этот, гуманистический, полный тонких психологических наблюдений, и по сию пору сохраняет свою художественную ценность». «Сила, убедительность фильма — продолжал он, — в том, что правда личных переживаний не оторвана в нём от быта, от правды реальных человеческих отношений».
C. Гинзбург писал, что «фильм „Немые свидетели“ как в своей сценарной основе, так и в режиссёрском её истолковании был сделан со зрелым кинематографическим мастерством».

Действие, не подкреплённое и не разъяснённое ни одним титром (фильм безнадписный!), развивалось последовательно, все поступки действующих лиц психологически мотивированы. Детали быта и обстановки (швейцарская, кухня, лестница доходного дома с проходящими по ней жильцами), нигде не подчеркиваемые, создавали правдивую атмосферу для развертывающейся маленькой мещанской драмы. Но главное — в поведении героев фильма выражена правда их характеров.

В энциклопедии «Первый век кино» также обращалось внимание на создание объёмной структуры кадра.

В «Немых свидетелях» (1914) Бауэр строит мизансцену, где вдоль линии объектива в глубину располагаются четыре персонажа — создается объёмная драматическая структура. Вестибюль доходного дома, в глубине — входная дверь, сквозь стекло которой видна улица (дополнительный порядок глубины). Налево, ближе к нам — дверь в каморку швейцара, рядом с ней лавка, дальше — начало ведущей наверх парадной лестницы. Старик швейцар присел на лавку, его дочь Настя выглядывает из каморки, по лестнице спускается барин, будущий соблазнитель Насти, у входной двери в нерешительности замер слуга, который здесь не случайно — он влюблен в Настю. С учётом входной двери, которая драматургически значима, — пять уровней разработки кадра….

Нея Зоркая отмечала, что «атмосфера картины полна замечательно точных бытовых подробностей, живого воздуха времени, рельефных портретов, мимолётных зарисовок, сделанных умно и изящно». Она считала, что «по фильму можно было бы изучать нравы того времени, быт, развлечения, обычаи, моды» . Режиссуру фильма она называла «отвечающей высоким критериям современного мастерства, а для тех лет — просто выдающейся», а также выделяла «отличную операторскую работу Б. Завелева, тактичную и тонкую игру главных исполнителей Д. Читориной и А. Херувимова».
Н. Зоркая писала: «Артист Херувимов создал образ служаки в униформе, диаметрально противоположный тому, каким впоследствии будет показан коллега-швейцар в немецком фильме «Последний человек» Мурнау. Швейцар у Бауэра лишён амбиций…». По её мнению, «сюжет воплощён Бауэром в традиции русской классической прозы XIX века, петербургских повестей Гоголя и Достоевского».
Искусствовед Е. С. Громов считал, что фильм «Немые свидетели» является лучшим отечественным фильмом 1914 года и с него «начинается слава Бауэра как ведущего мэтра русского кино». «Смотря «Немых свидетелей», — писал он, — и зритель 80-х годов не безразлично наблюдает за экранной жизнью горничной Насти, которую соблазняет молодой барин». Громов обращал особое внимание на художественную достоверность, которой добивался Бауэр в декоративном оформлении фильма: «Скромный интерьер — дешёвые обои, две-три картинки на стене, аккуратно заправленная постель — образ служаки-швейцара выявлен просто и доходчиво. Предметов сравнительно немного, но все они к месту». 
Киновед Ирина Гращенкова назвала фильм в числе лучших российских кинодрам 1910-х годов:

«„Немые свидетели“ (1914) — подлинный шедевр русского немого психологического кино. Есть какая-то тайна внутреннего масштаба и потаённой поэтичности этой очень простой истории любви горничной к барину, завершившийся его женитьбой на безнравственной женщине своего круга. Кружевная режиссура Бауэра, органичная, безыскусственная игра молодой актрисы Доры Читориной украшают фильм».
И. Гращенкова также приводит фильм и один из кадров из него в качестве примера того, что «режиссура Бауэра была центростремительна к кадру, как объёмной, живой клетке фильма».

 Вот знаменитый фильм «Немые свидетели» и кадр из него, в котором нет никакого действия, но в нём заявлена драма, представлены главные действующие лица. Из двери швейцарской под лестницей выглядывает горничная, чтобы увидеть своего любимого, барина, спускающегося к выходу. На лавку рядом с каморкой присел старик-швейцар, её дедушка. У парадной двери стоит слуга, влюблённый в горничную. Сквозь стёкла двери видна жизнь улицы. Всего пять уровней кадра, а в их сопряжении тихая, тлеющая, из молчания, вздохов, взглядов рождающаяся драма тех, кто назван немыми свидетелями. Тех, кто всё видит, но ничего никому не расскажет – люди низшего сословия, прислуга. Но это ещё и зрители, на сочувствие, сопереживание которых рассчитывает режиссёр.